# فهرست طرح‌های پانزی
فهرست طرح‌های پانزی (به انگلیسی: List of Ponzi schemes) عملیات سرمایه‌گذاری متقلبانه که بازدهی را نه از سود واقعی کسب‌وکار، بلکه از پولی که از راه سرمایه‌گذاران بعدی پرداخت شده است، به سایرین پرداخت می‌کند و نوعی کلاهبرداری هرمی (شرکت های هرمی) و گلد کوئیست محسوب می‌شود.
به عنوان مثال، یکی از طرح‌های پانزی که در ایران اجرا شد، شرکتی هرمی و کلاهبردار به نام کوروش کمپانی بود، که در بهمن ماه سال ۱۴۰۲ در ایران، توانست با تبلیغات گسترده از جمله استفاده از سلبریتی‌های کشور در تبلیغاتش بیش از ۱۲۰۰ میلیارد تومان کلاهبرداری کرده و سریعاً به کشور آلمان متواری شود.
از جمله دیگر طرح‌های پانزی می‌توان به جهان‌ سرمایه اشاره کرد که بنا بر تحقیقات وبسایت وب آموز، متعلق به محمد جرجندی وعده‌های فریبنده‌ای برای سرمایه‌گذاری سریع و سودآور ارائه می‌دهد.

## نمونه‌های تاریخی

### قرن ۱۹

#### دهه ۱۸۶۰
- جیکوب یانگ، ویلیام آبرامز و نانسی کلم آنچه را که نویسنده وندی گامبر در کتابش به نام خانم کلم بدنام: قتل و پول در عصر طلایی می‌گوید، اجرا کردند، اولین طرح پانزی بوده است.[۱][۲]
- در مونیخ آلمان، آدل اسپیتزدر «Spitzedersche Privatbank» را در سال ۱۸۶۹ با وعده نرخ بهره ۱۰ درصد در ماه تأسیس کرد. زمانی که این طرح در سال ۱۸۷۲ سقوط کرد، به بزرگ‌ترین مورد کلاهبرداری در قرن نوزدهم بایرن تبدیل شد.

#### دهه ۱۸۷۰
- یوهان باپتیست پلاخت از سال ۱۸۷۲ تا ۱۸۷۳ یک طرح پانزی را در وین اجرا کرد و ادعا کرد که در بازار سهام سرمایه‌گذاری می‌کند.
- کلاهبردار سارا هاو در سال ۱۸۷۸ یک بانک پس‌انداز به نام شرکت سپرده بانوان افتتاح کرد که هدف آن کلاهبرداری از زنان مجرد بود. او ادعا کرد که این بانک با یک مؤسسه خیریه Quaker که می‌خواست به زنان کمتر برخوردار کمک کند، کار می‌کرد. او وعده نرخ بهره بالای هشت درصدی در ماه را داد. در واقع چنین خیریه ای وجود نداشت. هاو توانست بیش از ۱۲۰۰ مشتری و ۵۰۰۰۰۰ دلار سپرده به‌دست آورد قبل از اینکه Boston Daily Advertiser شروع به انتشار LDC به عنوان یک کلاهبرداری در سال ۱۸۸۰ کند. هاو دستگیر و به سه سال زندان محکوم شد. او پس از آزادی در دهه ۱۸۸۰ طرح‌های کلاه برداری دیگری را انجام داد که در پی آنها دستگیر یا متواری شد و در نهایت تا زمان مرگش در سال ۱۸۹۲  را به پیشگویی گذراند.[۳][۴][۵]

#### دهه ۱۸۹۰
- قبل از چارلز پانزی، در سال ۱۸۹۹ ویلیام «۵۲۰ درصد» میلر برای تجارت به عنوان «سندیکای فرانکلین» در بروکلین، نیویورک افتتاح شد. میلر وعده سود ۱۰ درصدی در هفته را داد و از برخی از موضوعات اصلی طرح‌های پانزی مانند سرمایه‌گذاری مجدد مشتریان سودی که به دست آوردند، بهره‌برداری کرد. او از خریداران یک میلیون دلار کلاهبرداری کرد و به ۱۰ سال زندان محکوم شد. پس از عفو، یک فروشگاه مواد غذایی در لانگ آیلند افتتاح کرد. در طول تحقیقات Ponzi، میلر توسط Boston Post مصاحبه شد تا طرح او را با Ponzi مقایسه کنند - مصاحبه‌کننده آن ها را به‌طور قابل توجهی مشابه یافت، اما Ponzi به دلیل دریافت هفت برابر بیشتر پول مشهور شد.[۶]

### قرن بیستم

#### دهه ۱۹۲۰
- چارلز پانزی در سال ۱۹۲۰ در بوستون به دلیل طرح آربیتراژ فرضی خود مورد توجه قرار گرفت، که در نهایت ثابت شد، صرفاً بالماسکه‌ای برای پرداخت پول سرمایه‌گذاران اولیه با سپرده‌های سرمایه گذاران بعدی است. طرح پانزی به نام او نامگذاری شده‌است. او ادعا کرد که پول سرمایه‌گذاران را در ۹۰ روز از طریق یک طرح عجیب و غریب برای خرید و فروش مجدد کوپن‌های پستی بین‌المللی دو برابر خواهد کرد. (طبق گزارش خدمات پستی ایالات متحده آمریکا، که در آن زمان به عنوان اداره پست فعالیت می‌کرد، در واقع نمی‌توان آنها را با پول نقد بازخرید کرد) پانزی تنها در هفت ماه، قبل از فروپاشی طرح، بیش از ۸ میلیون دلار از حدود ۳۰۰۰۰ سرمایه‌گذار جمع‌آوری کرد.[۷] او ۱۴ سال از عمرش را در زندان گذراند،[۸] از ایالات متحده اخراج شد و بقیه عمر خود را بیهوده در جستجوی راه‌هایی برای جبران خسارات سرمایه‌گذاران خود سپری کرد.

#### دهه ۱۹۳۰
- ایوار کروگر، یک تاجر سوئدی که به عنوان «پادشاه کبریت» شناخته می‌شود، یک طرح پانزی ایجاد کرد که بر اساس سودآوری ظاهراً خارق‌العاده و ماهیت در حال گسترش انحصارهای کبریت خود، از سرمایه گذاران کلاهبرداری می‌کرد. این طرح با فاصله ای اندک در دهه ۱۹۳۰ از بین رفت و پس از آن کروگر با شلیک گلوله به زندگی خود پایان داد.[۹][۱۰]

#### دهه ۱۹۷۰
- بین سال ۱۹۶۴ و ورشکستگی آن در سال ۱۹۷۳، صندوق سرمایه‌گذاری مشترک و شرکت بیمه عمر Equity Funding یک طرح پانزی را با استفاده از بیمه نامه‌های زندگی ساختگی اجرا کرد. این بیمه نامه‌ها را به شرکت‌های بیمه اتکایی فروخت و با استفاده از پولی که از این فروش‌ها و از مرگ ادعایی بیمه گذاران دریافت کرد، حق بیمه‌های متحمل شده را پرداخت کرد. وی در اوج دوران خود در سال ۱۹۷۲، ادعای دارایی بیش از ۵۰۰ میلیون دلاری را داشت.

#### دهه ۱۹۸۰
- در دهه ۱۹۸۰، ژان پیر ون روسم یک شرکت سرمایه‌گذاری در بازار سهام به نام "Moneytron" در بلژیک را اداره می‌کرد. ون راسم مدعی شد که یک مدل آماری برای پیش‌بینی رفتار بازارهای سهام و شکست نظام سرمایه‌داری ایجاد کرده‌است. سرمایه گذاران ادعاهای ون راسم را باور کردند و این اعتماد، همراه با هدیه او برای تبلیغ خود، به ون راسم اجازه داد ۸۶۰ میلیون دلار آمریکا (حدود ۳۲ میلیارد فرانک بلژیک) جمع‌آوری کند. او همچنین سهام تکراری را معامله کرد. در سال ۱۹۹۱، او به دلیل آنچه بخشی از طرح پانزی بود به پنج سال زندان محکوم شد. به گفته او، این "راهی برای لعنت به سیستم" بود.[۱۱][۱۲]
- بین سال‌های ۱۹۷۰ و ۱۹۸۴ در پرتغال، دونا برانکا طرحی را اجرا کرد که ۱۰ درصد سود ماهانه پرداخت می‌کرد. او در سال ۱۹۸۸ به ۱۰ سال زندان محکوم شد. او همیشه ادعا می‌کرد که فقط برای کمک به فقرا تلاش می‌کند، اما در محاکمه او ثابت شد که معادل ۸۵ میلیون یورو (تقریبا ۱۲۰ میلیون دلار آمریکا) دریافت کرده‌است.[۱۳][۱۴]
- در ژانویه ۱۹۸۴، آدریان نیوودت طرح به اصطلاح "Kubus" را با یک محصول زیبایی ظاهری در آفریقای جنوبی آغاز کرد. مشترکان این طرح یک ماده ظاهراً بیولوژیکی به نام "فعال کننده" خریداری کردند که برای رشد کشت در شیر استفاده می‌شد. پس از یک یا دو هفته رشد، کشت‌ها برداشت و خشک شدند و دوباره به طرح فروخته شدند. این فرهنگ‌ها هرگز برای یک محصول زیبایی استفاده نشدند، بلکه به سادگی زمین گیر شدند و به سرمایه گذاران بیشتر به عنوان فعال کننده فروخته شدند.[۱۵]
- ۱۶۰۰ سرمایه‌گذار در شرکت Diamond Mortgage و AJ Obie، دو شرکت با مدیران یکسان، تقریباً ۵۰ میلیون دلار در آنچه دادگاه تجدیدنظر میشیگان به عنوان "بزرگترین طرح گزارش شده "پانزی" در تاریخ ایالت توصیف کرد، از دست دادند. این قانون منجر به تصویب قانون کارگزاران، وام دهندگان و خدمات وام مسکن در سال ۱۹۸۷ شد.[۱۶][۱۷]
- در دهه ۱۹۸۰ در سن دیگو، کالیفرنیا، J. David & Company، یک عملیات تجاری و سرمایه‌گذاری ارز و کالا به نام بنیانگذار آن، J. David Dominelli، یک معامله گر ارز و کالا ، مشخص شد که یک طرح پانزی است. که ۲۰۰ میلیون دلار گرفت و ۱۲۰ میلیون دلار به سرمایه گذاران برگرداند و ۸۰ میلیون دلار ضرر خالص به جا گذاشت. این طرح تمام سطوح کسب و کار و زندگی حرفه ای طبقه بالا را در سن دیگو و اطراف آن تحت تأثیر قرار داد. یکی از کسانی که بیشتر درگیر این ماجرا بود، نانسی هوور، شهردار دل مار، کالیفرنیا، یک شهر ساحلی دنج و مجلل در شمال لاجولا بود. هوور در آن زمان دستیار جی دیوید بود. همچنین شرکت حقوقی برجسته نیویورکی راجرز اند ولز (اکنون کلیفورد شانس)، که به جی دیوید (از طریق شریک سرکش) و دیگران مشاوره داده بود، شرکت داشت.[۱۸][۱۹][۲۰][۲۱][۲۲] هنگامی که سقوط فرا رسید، جی دیوید برای مدت کوتاهی به مونتسرات در دریای کارائیب گریخت، اما در نهایت برای اعتراف به اتهامات فدرال بازگردانده شد و به ۲۰ سال زندان محکوم شد.[۲۳][۲۴]
- بین سال‌های ۱۹۷۸ و ۱۹۸۳، ران روالد یک شرکت سرمایه‌گذاری را در هاوایی اداره کرد. این شرکت در سال ۱۹۸۳ اعلام ورشکستگی کرد و مشخص شد که یک طرح پانزی بوده که بیش از ۴۰۰ سرمایه‌گذار بیش از ۲۲ میلیون دلار را فریب داده‌است.[۲۵] روالد ادعا کرد که او این شرکت را به عنوان جبهه ای برای سازمان اطلاعات مرکزی ایالات متحده اداره می‌کرده‌است.[۲۶] روالد مجرم شناخته شد و به ۸۰ سال زندان محکوم شد. او در سال ۱۹۹۵ آزاد شد.[۲۷]
- از سال ۱۹۸۶ تا ۲۰۰۱، رید اسلاتکین تقریباً ۶۰۰ میلیون دلار از حدود ۸۰۰ سرمایه‌گذار ثروتمند در آنچه در صفحه ویکی‌پدیا اسلاتکین به عنوان "یکی از بزرگترین طرح‌های پانزی در ایالات متحده از زمان اجرای خود چارلز پانزی " توصیف شده‌است، جمع‌آوری کرد.
- Tenka Ikka no Kai (天下一家の会 Tenka ikka no kai؟, به معنای واقعی کلمه "جامعه یک خانواده زیر آسمان" است.) یک طرح هرمی بود که توسط کنایچی اوچیمورا (内村健一 اجرا می‌شد). پشت تنکا ایکا نو کای دای-ایچی سوگو کیزای کنکیوشو قرار داشت (第一相互経済研究所)، توسط اوچیمورا اداره می‌شود. این سازمان که در سال ۱۹۷۲ تأسیس شد، زمانی یک میلیون عضو داشت. این دلیلی برای تصویب قانون ژاپن برای منع شرکت‌های هرمی بود. در سال ۱۹۸۶، Dai-ichi Sōgo Keizai Kenkyūsho اعلام ورشکستگی کرد و بدهی‌هایی بالغ بر ۱۸۹٬۶۰۰٬۰۰۰٬۰۰۰ ین باقی گذاشت.[۲۸] آن را بزرگ‌ترین طرح هرمی در تاریخ نامیده‌اند.[۲۹]

#### دهه ۱۹۹۰
- MMM یک شرکت روسی بود که یکی از بزرگ‌ترین طرح‌های پانزی جهان را در تمام دوران انجام داد. بر اساس برآوردهای مختلف از ۵ تا ۴۰ میلیون نفر تا ۱۰ میلیارد دلار ضرر کردند. این شرکت شروع به جذب پول از سرمایه گذاران خصوصی کرد و بازده سالانه تا ۱۰۰۰٪ را وعده داد. مشخص نیست که آیا طرح پانزی قصد اولیه بوده‌است یا خیر، زیرا ممکن است چنین سودهای گزافی در طول تورم شدید روسیه در تجارتی مانند صادرات و واردات امکان‌پذیر بوده باشد.[۳۰]
- در رومانی، بین سالهای ۱۹۹۱ و ۱۹۹۴، طرح کاریتاس که توسط شرکت «کاریتاس» کلوژ-ناپوکا، متعلق به ایوان استویکا، اجرا می‌شد، هشت برابر پول سرمایه‌گذاری شده در شش ماه را وعده داد. ۴۰۰۰۰۰ سپرده گذار از سراسر کشور را جذب کرد که ۱۲۵۷ میلیارد لی (حدود ۱ میلیارد دلار) سرمایه‌گذاری کردند تا اینکه سرانجام در ۱۴ اوت ۱۹۹۴ ورشکست شد و بدهی آن ۴۵۰ میلیون دلار بود. مالک، Ioan Stoica، در سال ۱۹۹۵ توسط دادگاه کلوژ به اتهام کلاهبرداری مجموعاً به هفت سال زندان محکوم شد، اما او درخواست تجدید نظر کرد و این مدت به دو سال کاهش یافت. سپس به دیوان عالی کشور رفت و در نهایت حکم به یک سال و نیم کاهش یافت.
- کلاهبرداری در مزارع ساج Anubhav (هند): از سال ۱۹۹۲ تا ۱۹۹۸، تعدادی از طرح‌های Ponzi مزارع ساج در هند شناور شدند که یکی از برجسته‌ترین آن‌ها Anubhav Plantations است. اینها سودهای گزافی را برای افرادی که در کاشت ساج سرمایه‌گذاری می‌کردند، نوید می‌داد (با خرید «سهم ساج»). در سال ۱۹۹۸، مزارع آنوبهاو فروریخت و بیش از ۳۱۰۰۰ سپرده گذار به ارزش روپیه کلاهبرداری کردند. ۱۰۷۱۲ کرور[۳۱]
- شرکت مالی تاورز، یک آژانس جمع‌آوری قبوض، در سال ۱۹۹۳ سقوط کرد. در سال ۱۹۹۵، استیون هافنبرگ، رئیس هیئت مدیره، اعتراف کرد که ۴۷۵ میلیون دلار سرمایه‌گذاران را زیر پا گذاشته‌است. قاضی رابرت دبلیو سوئیت او را به ۲۰ سال زندان به اضافه یک میلیون دلار جریمه نقدی و ۴۶۳ میلیون دلار غرامت محکوم کرد. او یک دعوای مدنی با کمیسیون بورس و اوراق بهادار ایالات متحده به مبلغ ۶۰ میلیون دلار حل و فصل کرد.[۳۲][۳۳] او برای مدت کوتاهی مالک نیویورک پست بود. در آن زمان SEC این تقلب را «یکی از بزرگ‌ترین طرح‌های پانزی در تاریخ» می‌دانست.[۳۴]
- در اواخر سال ۱۹۹۴، باشگاه پادشاهان اروپا سقوط کرد و متعاقب آن حدود ۱٫۱ میلیارد دلار ضرر کرد. این کلاهبرداری توسط Damara Bertges و Hans Günther Spachtholz رهبری شد. در کانتون آوری و گلاروس سوئیس، تخمین زده شد که از هر ده بزرگسال، یک نفر در EKC سرمایه‌گذاری کرده‌است. این کلاهبرداری شامل خرید «نامه» به ارزش ۱۴۰۰ فرانک سوئیس بود که به خریداران این حق را می‌داد که ۱۲ پرداخت ماهانه ۲۰۰ فرانک سوئیس دریافت کنند. این سازمان در گلنهاوزن آلمان مستقر بود.[۳۵]
- در اوایل سال ۱۹۹۶، کمیسیون بورس و اوراق بهادار ایالات متحده (SEC) یک شکایت مدنی علیه Bennett Funding Group، مدیر ارشد مالی آن، Patrick R. Bennett، و سایر شرکت‌های تحت کنترل Bennett در ارتباط با یک طرح گسترده Ponzi تنظیم کرد. این شرکت‌ها به‌طور متقلبانه صدها میلیون دلار جمع‌آوری کردند، ظاهراً برای خرید واگذاری اجاره تجهیزات و سفته.[۳۶]
- از سال ۱۹۹۳ تا ۱۹۹۷، کلیسایی به نام Greater Ministries International در تامپا، فلوریدا، به رهبری جرالد پین، بیش از ۱۸۰۰۰ نفر از ۵۰۰ میلیون دلار را جمع‌آوری کرد.[۳۷] پین و دیگر بزرگان کلیسا با استناد به کتاب مقدس به اعضای کلیسا قول دادند که پول خود را دو برابر کنند. با این حال، تقریباً تمام پول گم شد یا پنهان شد. رهبران کلیسا از ۱۳ تا ۲۷ سال حبس دریافت کردند.
- در اواسط دهه ۱۹۹۰، آلبانی پس از سالها تحت یک اقتصاد تحت کنترل دولت که توسط کیش شخصیتی که رهبر قدیمی کمونیست انور خوجا در آن حضور داشت، در حال گذار به یک اقتصاد بازار آزاد شده بود. سیستم مالی ابتدایی تحت سلطه طرح‌های هرمی قرار گرفت و مقامات دولتی به‌طور ضمنی مجموعه ای از صندوق‌های سرمایه‌گذاری هرمی را تأیید کردند. بسیاری از آلبانیایی‌ها، تقریباً دو سوم جمعیت، در آنها سرمایه‌گذاری کردند. در سال ۱۹۹۷، آلبانیایی‌ها که ۱٫۲ میلیارد دلار از دست داده بودند، در اعتراض به این موضوع به خیابان‌ها ریختند، جایی که شورش غیرقابل مهار و حملات به زیرساخت‌های دولتی منجر به سرنگونی دولت و وجود موقت جامعه بدون دولت شد. اگرچه از نظر فنی یک طرح پانزی است، کلاهبرداری‌های آلبانیایی معمولاً به عنوان طرح‌های هرمی هم در بین مردم و هم توسط صندوق بین‌المللی پول شناخته می‌شوند.[۳۸]
- در سال ۱۹۹۶ سیدنی شوارتز و پسرش استوارت اف. از فرمانداران[۳۹]
- در سال ۱۹۹۷، کنی کوننه، تاجر آفریقای جنوبی به دلیل اجرای یک طرح پانزی با بیش از ۲۰۰۰ سرمایه‌گذار مجرم شناخته شد و به شش سال زندان محکوم شد.[۴۰]
- در دهلی، هند، هافلند فاینانس در میان رسوایی بزرگ در سال ۱۹۹۸ سقوط کرد. هافلند، یک بانکدار تجاری دسته دوم، توسط SEBI تعلیق شده بود، که به آن دستور داد از انجام هر گونه تکالیف جدید مدیریت پرتفوی خودداری کند. این شرکت طرحی به نام «کارت سرمایه‌گذاری» ارائه کرده بود که سرمایه گذاران را با بازده سالانه ۲۷ درصد جذب می‌کرد.[۴۱]
- از سال ۱۹۹۸، پروژه 1040 Sunshine یک ترفند هرمی غیرقانونی یا بازاریابی چند سطحی بوده و در شهر بیهای، منطقه خودمختار گوانگشی ژوانگ سرچشمه گرفته‌است.

### قرن ۲۱ ام

#### دهه ۲۰۰۰
- در سال ۲۰۰۱، برخی از هائیتی‌ها طعمه برنامه‌ریزان پانزی شدند که نرخ‌هایی را تا ۱۵ درصد ارائه می‌کردند. به نظر می‌رسید که این لباس‌ها که «تعاونی» نامیده می‌شوند، تلویحاً توسط دولت حمایت می‌شوند و در میان مردم به شدت محبوب شده‌اند. سرمایه‌گذاران احساس امنیت می‌کردند، زیرا تعاونی‌ها آشکارا در تبلیغات رادیویی و تلویزیونی با استفاده از ستاره‌های پاپ هائیتی به عنوان سخنگو، تبلیغ می‌کردند. تخمین زده می‌شود که بیش از ۲۴۰ میلیون دلار از سرمایه گذاران کلاهبرداری شده‌است که معادل ۶۰ درصد بودجه دولتی کشور است.[۴۲]
- برادران یک عملیات سرمایه‌گذاری بزرگ در کاستاریکا بود، از اواخر دهه ۱۹۸۰ تا سال ۲۰۰۲، که در نهایت به عنوان یک طرح پانزی افشا شد. این صندوق توسط برادران لوئیس انریکه و اسوالدو ویلالوبوس اداره می‌شد. بازرسان مشخص کردند که این کلاهبرداری حداقل ۴۰۰ میلیون دلار هزینه داشته‌است. اکثر مشتریان بازنشستگان آمریکایی و کانادایی بودند، اما برخی از کاستاریکاها نیز حداقل ۱۰۰۰۰ دلار سرمایه‌گذاری کردند. حدود ۶۳۰۰ نفر در نهایت درگیر شدند. نرخ بهره ۳٪ در ماه بود که معمولاً به صورت نقدی پرداخت می‌شد یا ۲٫۸٪ مرکب. توانایی پرداخت چنین سود بالایی به تجارت هوانوردی کشاورزی موجود لوئیس انریکه ویلالوبوس، سرمایه‌گذاری در صندوق‌های با بازده بالا نامشخص اروپایی، و وام‌هایی به کوکاکولا نسبت داده شد. نقش اسوالدو ویلالوبوس در درجه اول انتقال پول به تعداد زیادی از شرکت‌های کاغذی و سپس پرداخت به سرمایه گذاران بود. در می ۲۰۰۷، اسوالدو ویلالوبوس به دلیل کلاهبرداری و بانکداری غیرقانونی به ۱۸ سال زندان محکوم شد، در حالی که لوئیس انریکه ویلالوبوس همچنان فراری است.[۴۳]
- در سال ۲۰۰۳، SEC یک طرح یک میلیارد دلاری توسط شرکت منافع متقابل در فلوریدا، که توسط پیتر لومباردی اداره می‌شد را تعطیل کرد و بر ۲۸۰۰۰ سرمایه‌گذار تأثیر گذاشت. شرکت متقابل مدعی شد که از این پول برای پرداخت هزینه تسویه حساب به بیماران HIV استفاده کرده‌است. لومباردی اکنون در حال گذراندن حکم ۲۰ سال زندان است.[۴۴]
- در سال ۲۰۰۴، SEC ریموند جیمز را ۶٫۹ میلیون دلار به دلیل عدم نظارت بر کارگزار سابق دنیس هرولا، که متهم به مشارکت با دیگران در یک طرح پانزی بود که حدود ۴۴٫۵ میلیون دلار از سرمایه گذاران در سال‌های ۱۹۹۹ تا ۲۰۰۰ جمع‌آوری کرد، جریمه کرد. هرولا خود حدود ۱۶٫۵ میلیون دلار از سرمایه سرمایه گذاران را جمع‌آوری کرد که بیشتر آن بعداً به حساب کارگزاری همسرش در ریموند جیمز منتقل شد. او در برمودا دستگیر و به آمریکا تحویل داده شد و در آنجا به تقلب اعتراف کرد و به ۱۵ سال و هشت ماه حبس محکوم شد.[۴۵]
- در فوریه ۲۰۰۵، موشه لیچنر و پسرش زوی[۴۶] به دلیل اجرای یک طرح پانزی[۴۷][۴۸] که از صدها سرمایه‌گذار بیش از ۹۵ میلیون دلار[۴۹] را برای سرمایه‌گذاران GunnAllen Financial[۵۰] کلاهبرداری کرده بود، به ۲۰ سال زندان فدرال محکوم شدند. و زیان‌های مربوط به طرح پانزی دیگر[۵۱])؛ علاوه بر این، سیف هاربور کپیتال منیجمنت (در حال حاضر دی‌بی‌ای هاربورلایت کپیتال منیجمنت)[۵۲] ۴۰ میلیون دلار[۵۳] برای سرمایه گذاران خود از دست داد.
- در می ۲۰۰۶، جیمز پل لوئیس جونیور به دلیل اجرای طرح ۳۱۱ میلیون دلاری پانزی در یک دوره ۲۰ ساله به ۳۰ سال زندان فدرال محکوم شد. او تحت نام مشاوران مشاور مالی از لیک فارست، کالیفرنیا فعالیت می‌کرد.[۵۴]
- در اکتبر ۲۰۰۶، در مالزی، دو عضو برجسته جامعه و چند نفر دیگر به دلیل اجرای یک کلاهبرداری ادعایی، معروف به سوئیس‌کش یا صندوق سرمایه‌گذاری مشترک سوئیس (۱۹۴۸) بازداشت شدند. سوئیس‌کش بازدهی تا ۳۰۰٪ را در یک دوره سرمایه‌گذاری ۱۵ ماهه ارائه کرد. در حال حاضر، این سرمایه‌گذاری HYIP به شهروندان مالزی، سنگاپور و اندونزی ارائه می‌شود. این سازمان مدعی شد وجوه سرمایه گذاران به فعالیت‌های تجاری از اکتشاف نفت گرفته تا کشتیرانی و کشاورزی در کارائیب هدایت می‌شود. این شرکت ادعا می‌کند که خارج از شهر نیویورک فعالیت می‌کند و در کشورهای مشترک المنافع دومینیکا ثبت شده‌است.[۵۵][۵۶][۵۷]
- در اکتبر ۲۰۰۶، گرگوری ناتان، یکی از مدیران صندوق سیدنی، به اتهاماتی از جمله رفتار غیر صادقانه و به دست آوردن پول از طریق اظهارات نادرست و گمراه کننده دستگیر شد، که بازرسان کشف کردند که یک طرح پانزی بوده‌است. در ۱۹ سپتامبر ۲۰۰۸، ناتان به هفت سال حبس، از جمله یک دوره غیر مشروط پنج سال محکوم شد.[۵۸]
- در سال ۲۰۰۷، یک میلیون چینی بیش از ۱٫۲ میلیارد دلار را در یک طرح مربوط به پرورش مورچه از دست دادند.[۵۹]
- در ۱۳ آوریل ۲۰۰۷، سبط‌الشاه به‌خاطر طرح پانزی دستگیر شد که وعده داده بود سرمایه‌گذاری اولیه را در ۱۵ روز دوبرابر کند که بعداً به ۷۰ روز افزایش یافت.
- در ۲۷ ژوئن ۲۰۰۷، لو پرلمن، غول سابق گروه پسر، پس از اجرای طرح پانزی ۵۰۰ میلیون دلاری طی ۲۰ سال، توسط هیئت منصفه به چندین فقره کلاهبرداری و پولشویی متهم شد. او به جرم خود اعتراف کرد و به ۲۵ سال زندان محکوم شد.[۶۰]
- در ۱۷ اوت ۲۰۰۷، دفتر تحقیقات ملی فیلیپین (NBI) پرونده‌های estafa را علیه ۲۷ افسر و سرمایه‌گذاران سرمایه‌گذاری FrancSwiss، یک کلاهبرداری هرمی Ponzi در اینترنت، تشکیل داد. مایکل منسفیلد، مدیر ارشد مالی متهم بودند. کورت سندلمن، رهبر تیم مدیریت ریسک؛ روپرت بندیکت داوینکو، رهبر تیم سرمایه‌گذاری؛ جولیا رودریگز، رهبر تیم بانکداری بین‌المللی؛ هکتور ویلم سیدبرگ، بازاریابی و امور بین‌الملل؛ فرناندو مونوز، رهبر خدمات مشتریان؛ راجر اسمیت، مدیر عملیات بریتانیایی FS Investment در منطقه آسیا و اقیانوسیه؛ بنسی فونگ، افسر عملیات سیستم سنگاپور؛ یک افسر بازاریابی سنگاپوری؛ میشل و مایک خاص، منشی فیلیپینی و جمع‌آوری پول از سرمایه گذاران. و ۱۶ سرمایه‌گذار، از جمله مظنون دستگیر شده Eleazard Castillo، ۲۶ ساله، بومی Cabuyao, Ilocos Sur، که گفته می‌شود یکی از مشاوران مالی FrancSwiss Investment است. چهل و یک سرمایه‌گذار ادعا کردند که در مجموع ۷۵۰۰۰ دلار به دلیل این طرح سرمایه‌گذاری ضرر کرده‌اند. فرانک سوئیس سرمایه گذاران فیلیپین را به مبلغ ۱ میلیارد پوند (۵۰ میلیون دلار) فریب داد.[۶۱]
- در ۷ مارس ۲۰۰۸، سایت اینترنتی WinCapita Oy به دلیل تحقیقات از این شرکت بسته شد. این شرکت تا این لحظه حدود ۱۰۰ میلیون یورو جمع‌آوری کرده بود. این به اصطلاح بزرگ‌ترین طرح هرمی در فنلاند توسط هانو کایلاجاروی و شریکش تینا وارتی راه اندازی شد. آنها شرکت را با بیان اینکه این شرکت یک شرکت صرافی موفق است و افراد فقط با دعوت می‌توانند به باشگاه بپیوندند، بازاریابی کردند. آنها همچنین با وعده سود خالص بیش از ۴۰۰ درصد، این ایده را برای سرمایه گذاران به بازار عرضه کردند. در سال ۲۰۱۳، دادگاه تجدیدنظر هلسینکی کایلاجاروی را به ۵ سال زندان و وارتی را به مدت یک سال و ۳ ماه به اخراج مشروط محکوم کرد.
- در ۲ مه ۲۰۰۸، گزارش شد که جان جی اروین از Safevest LLC توسط اف‌بی‌آی به ظن اجرای یک طرح پانزی دستگیر شده‌است که ۲۵٫۷ میلیون دلار، عمدتاً از سرمایه گذاران مسیحی، که بخشی از آن از طریق شریک تجاری اروین، کشیش جان اسلای و جذب شده بود، جمع‌آوری کرده‌است. اعضای کلیسای او به‌طور خاص، طبق روزنامه اورنج کانتی ثبت، «شرکت اعضای کلیسا را برای فروش سرمایه به سایر اعضای کلیسا استخدام کرد.»[۶۲] اسلای یک مؤسسه خیریه تحقیقات سرطان را اداره کرده بود که به سرمایه گذاران اعتماد کرد. این طرح از ماه مه ۲۰۰۷ اجرا شد، اما در ماه اکتبر به دلیل درخواست سرمایه‌گذاران برای بازپرداخت پول، شروع به اتمام بودجه کرد. Safevest LLC 18 میلیون دلار به سرمایه گذاران بازگرداند، مابقی بین پنج هزینه اصلی تقسیم شده‌است، از جمله خانواده دو شریک تجاری، خرید یک زمین گلف ۱ میلیون دلاری، و ۹۵۰۰۰۰ دلار برای GTS Research Inc. دومی که توسط کارل لارو گادفری اداره می‌شود. که قبلاً به دلیل «اقدامات تجاری غیرقانونی و جرایم مختلف دیگر»[۶۳] محکوم شده بود، در اوت ۲۰۰۷،[۶۳] سال اجرای طرح Safevest، توسط ایالت کالیفرنیا یک دستور Desist and Refrain صادر شد. GTS Research ادعا کرده بود که یک پتنت در انتظار یک منبع انرژی جدید است.[۶۳] قسمت پنجم، ۵۱۰۰۰۰ دلار، به دنیس دی کوپ، که در رابطه با طرح قبلی پانزی محکومیت جنایی داشت، پرداخت شد. خود اروین در سال ۲۰۰۳ به دلیل اجرای یک طرح جداگانه ۷٫۷ میلیون دلاری پانزی مورد شکایت قرار گرفت، واقعیتی که می‌توان از طریق جستجوی اینترنتی کشف کرد.[۶۲]
- در سومین و بزرگ‌ترین کلاهبرداری پانزی فیلیپین (به ترتیب شامل ۱۵۰ و ۲۵۰ میلیون دلار)، اتهام‌های جنایی بر اساس شکایتی که توسط ۲۱۰۰۰ شاکی ارائه شده بود، در ژوئن ۲۰۰۸ در وزارت دادگستری علیه Performance Investments Products Corp تشکیل شد. افسران و مؤسسات PIPC) به دلیل نقض قوانین مقررات اوراق بهادار (SRC)، در مقابل: ملیت سنگاپور، Michael H.K. لیو، رئیس PIPC؛ کریستینا گونزالس تواسون، مدیر کل؛ و سایر افسران و عوامل: ما. کریستینا باوتیستا ژورادو، باربارا گارسیا، آنتونی کیرولف، یوجین گو، مایکل ملکور نوبلا، مایکل. پاملا موریس، لوئیس آراگون، رناتو سارمینتو جونیور، ویکتور خوزه ورگل دی‌دیوس، نیکولین آمورانتو مندوزا، خوزه تنگکو سوم، اودین سانتوس و هرلی جزویتاس.[۶۴]
- در مارس ۲۰۰۸، وال ساوتویک از اودن، یوتا، به اجرای طرحی پیچیده در زمینه سرمایه‌گذاری در املاک و مستغلات، که بزرگ‌ترین طرح در تاریخ یوتا بود، با زیان تا ۲۰۰ میلیون دلار، اعتراف کرد.[۶۵]
- در ۱ اوت ۲۰۰۸، شرکت سرمایه‌گذاری WexTrust توسط کمیسیون بورس و اوراق بهادار تعطیل شد، به این اتهام که WexTrust و دو نفر از صاحبان آن (جوزف شرشفسکی از نورفولک، ویرجینیا، و استیون بایرز از اوک بروک، ایلینوی) با قول دادن، طرحی از نوع پانزی را اجرا کردند. بازده غیرمعمول بالا به سرمایه گذاران قبلی و پرداخت آنها با پول جمع‌آوری شده از سرمایه گذاران بعدی. پرونده SEC، که در دادگاه فدرال در منهتن، نیویورک ثبت شد، ادعا کرد که WexTrust و این دو مرد با هدایت حداقل ۱۰۰ میلیون دلار به استفاده‌های غیرمجاز، از سرمایه گذاران کلاهبرداری کردند. WexTrust جامعه یهودیان ارتدوکس، به ویژه در نورفولک، ویرجینیا و شهر نیویورک را هدف قرار داد. گیرنده، تیموتی کلمن، تنها ۲ درصد از اصل سرمایه را به سرمایه گذاران WexTrust برگردانده است.[۶۶] شرشفسکی و بایرز به تقلب در اوراق بهادار، کلاهبرداری پستی و توطئه اعتراف کردند و به ترتیب به ۲۱ سال و ۱۰ ماه حبس و ۱۳ سال و چهار ماه حبس محکوم شدند.[۶۷]
- Business Consulting International یک شرکت سرمایه‌گذاری مستقر در لندن بود که پس از افشای تحقیقات پلیس شهر لندن در سال ۲۰۰۸ به عنوان بزرگ‌ترین طرح پانزی بریتانیا که ۱۱۵ میلیون پوند تخمین زده شد، از بین رفت. این تجارت توسط تاجر هندی مستقر در لندن، کاوتیلیا ناندان پروتی، با مشارکت کنت پیکاک و جان اندرسون راه اندازی و اداره شد.
- در ۱ دسامبر ۲۰۰۸، در سنت کلود، مینه سوتا، تام پترز
- تاجر مشهور توسط دولت فدرال به عنوان مغز متفکر پشت طرح ۳٫۶۵ میلیارد دلاری پانزی که سرمایه گذاران را در یک دوره ۱۳ ساله تحت فشار قرار داد، متهم شد. پترز سبک زندگی عجیبی داشت که توسط طرح پانزی او حمایت می‌شد. پیترز برای طرح سرمایه‌گذاری ادعایی که از سال ۱۹۹۵ تا سپتامبر ۲۰۰۸ اجرا شد، با ۲۰ فقره کلاهبرداری از طریق نامه و نامه، توطئه و پول‌شویی مواجه است. انتظار می‌رود که او بی گناه باشد، اما همکارانش در طرح پانزی، دینا کلمن، رابرت وایت، مایکل کتین و لری رینولدز همگی به جرم خود اعتراف کرده‌اند. طرح پترز پانزی زمانی به پایان رسید که همکار ارشد پترز، دینا کولمن، به مخبر دولت تبدیل شد و سیمی به سر کرد. پترز و دیگران در حال برنامه‌ریزی برای فرار به کشورهایی بودند که بدون توافق‌نامه استرداد با ایالات متحده، دینا کلمن و مایکل کاتین دارایی در کاستاریکا داشتند. در ۲ دسامبر ۲۰۰۹، تام پترز در دادگاه منطقه ای ایالات متحده در سنت پل، مینه سوتا، به دلیل ۲۰ فقره کلاهبرداری با سیم و نامه مجرم شناخته شد.[۶۸] در آوریل ۲۰۱۰، او به دلیل کلاهبرداری به ۵۰ سال محکوم شد.[۶۹][۷۰]
- در ۱۰ دسامبر ۲۰۰۸، برنارد مدوف، که از طریق کلاهبرداری از مشتریانش، یکی از برجسته‌ترین شرکت‌های مالی را در وال استریت ایجاد کرده بود، به پسرانش گفت که سرمایه‌گذاری‌هایش «همه یک دروغ بزرگ» است. روز بعد او دستگیر شد و به یک فقره کلاهبرداری در اوراق بهادار متهم شد.[۷۱] تا دسامبر ۲۰۰۸، زیان کاغذ ۶۵ میلیارد دلار تخمین زده شد که به راحتی آن را به بزرگ‌ترین تقلب در تاریخ تبدیل کرد.[۷۲] مدوف در ۲۹ ژوئن ۲۰۰۹ به ۱۵۰ سال زندان محکوم شد و در سال ۲۰۲۱ در زندان درگذشت.
- در ۹ ژانویه ۲۰۰۹، SEC جوزف اس. فورته را از برومال، پنسیلوانیا متهم کرد که طراح یک طرح ۵۰ میلیون دلاری پانزی بوده‌است. او از بیش از ۸۰ سرمایه‌گذار کلاهبرداری کرد که اکثراً دوستان صمیمی از سال ۱۹۹۵ تا ۲۰۰۹ بودند. بازپرس SEC فورته را «کلاهبرداری کامل» نامید. سوابق نشان می‌دهد که فورته برای مقاصد شخصی بیش از ۲۸ میلیون دلار استفاده کرده‌است.[۷۳] در ۲۴ نوامبر ۲۰۰۹، فورته به ۱۵ سال زندان محکوم شد.[۷۴]
- در ۱۶ ژانویه ۲۰۰۹، اداره کلاهبرداری جدی بریتانیا یک طرح کلاهبرداری ۸۰ میلیون پوندی با خرید به اجاره املاک را کشف کرد که تحت شرکتی به نام پرتفولیو املاک عملی عمل می‌کرد که در آن حداقل ۱۷۵۰ سرمایه‌گذار از ۲۵۰۰۰ پوند هر کدام در ازای پرداخت هزینه ای درگیر شدند. وعده یک خانه در شمال شرق انگلستان. هر پنج کارگردان - جان پاتس، پیتر گاسلینگ، ناتالی لاوریک، پیتر گراهام و اریک آرمسترانگ - به تقلب اعتراف کردند و در مارس ۲۰۰۹ محکوم شدند.[۷۵]
- در ۲۶ ژانویه ۲۰۰۹، نیکلاس کازمو، بنیانگذار Agape World، در ارتباط با طرح مشکوک ۳۸۰ میلیون دلاری Ponzi به مقامات فدرال تسلیم شد. کازمو که قبلاً در سال ۱۹۹۹ به اتهام کلاهبرداری محکوم شده بود، در ایستگاه قطار لانگ آیلند در هیکسویل، نیویورک تسلیم شد و به ۵۰ سال زندان محکوم شد.[۷۶] در مارس ۲۰۰۹، شکایتی در نیویورک علیه بنک آو آمریکا، یکی از بزرگ‌ترین بانک‌های ایالات متحده، مطرح شد که ادعا می‌کرد بانک آمریکا شعبه‌ای را در دفتر مرکزی شرکت Cosmo، آگاپه، «تأسیس، تجهیز و کارکنان» دارد. پیشبرد تاجر در نتیجه، این شکایت ادعا می‌کند که بانک آگاهانه به طرح کلاهبرداری آقای Cosmo «کمک، تسهیل و پیش برد» کرده‌است.[۷۷]
- در ۹ فوریه ۲۰۰۹، اداره جرایم اقتصادی پلیس شهر لندن، تری فریمن، مدیر GFX Capital Markets Ltd را به دلیل کلاهبرداری ۴۰ میلیون پوندی که احتمالاً یک طرح پانزی است، دستگیر کرد.[۷۸]
- در ۱۷ فوریه ۲۰۰۹، بانک بین‌المللی استنفورد و مالک آلن استنفورد توسط مقامات ایالات متحده به «کلاهبرداری گسترده» متهم شدند و دارایی‌های SIB مسدود شد. طرح آشکار پانزی بیش از ۸ میلیارد دلار «سپرده» به بانک سر آلن در آنتیگوا جذب کرد که بسیاری از سرمایه گذاران در آمریکای لاتین بودند. او در ۱۴ ژوئن ۲۰۰۹ توسط دفتر تحقیقات فدرال دستگیر شد و در ۱۴ ژوئن ۲۰۱۲ به ۱۱۰ سال زندان محکوم شد.[۷۹]
- در ۲۵ فوریه ۲۰۰۹، کمیسیون بورس و اوراق بهادار جیمز نیکلسون را به اتهام «کلاهبرداری از صدها سرمایه‌گذار میلیون‌ها دلاری» متهم کرد.[۸۰]
- در ۱۳ مارس ۲۰۰۹، یک زن ۶۷ ساله از اوهایو به نام جوآن اشنایدر به دلیل اجرای طرح پانزی که برای سرمایه گذاران حدود ۶۰ میلیون دلار هزینه داشت، به سه سال زندان محکوم شد.[۸۱]{{{textدر دادگاه تجدید نظر او به ۱۰ سال زندان محکوم شد.}}}[نیازمند یادکرد]
- در ۲ ژوئن ۲۰۰۹، هیئت منصفه بزرگ ایالت کلرادو، جیسون ترور بروکس از بولدر، کلرادو را به ۲۴ فقره کلاهبرداری امنیتی و سرقت متهم کرد. مقامات ادعا می‌کنند که از ژوئن ۲۰۰۵ تا فوریه ۲۰۰۸، بروکس حدود ۱۰ میلیون دلار از سرمایه گذاران برای سرمایه‌گذاری جمع‌آوری کرد، اما سپس اکثریت قریب به اتفاق وجوه را برای هزینه‌های شخصی، قمار، و پرداخت سود و پرداخت به سرمایه گذاران دیگر استفاده کرد. بروکس که تحت نام Genius Inc. کار می‌کرد به سرمایه گذاران گفت که با شرکت ماتسوشیتا الکتریک صنعتی ژاپن قرارداد توزیع دارد که به او اجازه می‌داد لوازم الکترونیکی و لوازم خانگی را به عنوان توزیع کننده خریداری کند و سپس آنها را برای کسب سود به خانه سازان مختلف بفروشد. مقامات گفتند و سایر مشاغل.[۸۲] در ۲۷ آوریل ۲۰۱۰، بروکس به دو فقره جرم کلاهبرداری در اوراق بهادار و دو فقره اظهارات غیرواقعی اعتراف کرد. او برای هر یک از چهار فقره به هشت سال زندان محکوم شد که مجموعاً برای محکومیت ۳۲ سال محکوم شد و همچنین به پرداخت بیش از ۵٫۱ میلیون دلار غرامت به قربانیانش محکوم شد.[۸۳]
- در ۱۲ ژوئن ۲۰۰۹، گزارش شد که سرمایه گذاران میلیاردها راند آفریقای جنوبی را در یک طرح پانزی که توسط بری تاننبام طراحی شده بود، از دست داده‌اند.[۸۴]
- در ۱۷ ژوئن ۲۰۰۹، دونالد آنتونی واکر یانگ (همچنین با نام‌های تونی یانگ یا واکر یانگ شناخته می‌شود) دفترش را به دلیل استفاده از پول سرمایه گذاران جدید برای پرداخت به سرمایه گذاران قبلی و استفاده از مقداری از پول برای خرید خانه ای برای تعطیلات در پالم بیچ، توقیف کردند. فلوریدا. مقامات گفتند که یانگ طرح ادعایی Ponzi را از طریق یک مشارکت سرمایه‌گذاری Acorn II L.P. که در سال ۲۰۰۱ برای سرمایه‌گذاری در اوراق بهادار قابل معامله عمومی تأسیس کرد، اجرا کرد. SEC در شکایت ۲۲ صفحه ای خود مدعی شد که تقلب در اواسط سال ۲۰۰۵ آغاز شد و تا همین اواخر ادامه داشت. او در ۱ آوریل ۲۰۱۰ متهم شد.[۸۵] در ژوئیه ۲۰۱۰ به تقلب پستی و پولشویی اعتراف کرد و در می ۲۰۱۱ به ۱۷ سال و نیم زندان محکوم شد.[۸۶]
- در ۱۶ نوامبر ۲۰۰۹، SEC چهار فرد و دو شرکت را به دلیل انجام یک طرح پانزی برای کلاهبرداری از بیش از ۳۰۰ سرمایه‌گذار ۳۰ میلیون دلاری متهم کرد. شرکت Mantria مستقر در پنسیلوانیا، که توسط مدیران اجرایی تروی راگ و آماندا کرور اداره می‌شود، ظاهراً بر روی طرح‌های سبز مانند یک جامعه مسکونی «کربن منفی» در تنسی و یک کارخانه تولید جایگزین زغال چوب «بیوچار» مشتق از زباله‌های آلی متمرکز شده‌است. بین سپتامبر ۲۰۰۷ تا نوامبر ۲۰۰۹، Mantria Corporation از طریق Speed of Wealth LLC مستقر در دنور، که توسط Wayde و Donna McKelvy اداره می‌شد، سرمایه جمع‌آوری کرد. SEC ادعا کرد که Mantria و Speed of Wealth در مورد دامنه و موفقیت عملیات Mantria اغراق کرده‌اند. اتهامات بعدی تخمین زده می‌شود که Mantria و Speed of Wealth 54 میلیون دلار جمع‌آوری کردند که از این مبلغ ۱۷٫۵ میلیون دلار به سرمایه‌گذاران پرداخت کردند و از سرمایه‌های خود سرمایه‌گذاران برای پرداخت این بازده استفاده کردند.[۸۷][۸۸][۸۹][۹۰]
- ۱ دسامبر ۲۰۰۹: اسکات دبلیو. روتشتاین - وکیل منفصل و سهامدار سابق، رئیس و مدیر اجرایی شرکت حقوقی منقرض شده روتشتاین روزنفلد آدلر - متهم به تأمین مالی امور بشردوستانه، کمک‌های سیاسی، حقوق شرکت‌های حقوقی، و یک سبک زندگی عجیب و غریب با یک طرح عظیم ۱٫۴ میلیارد دلاری پانزی. اسکات روتشتاین خود را به مقامات فدرال تسلیم کرد و متعاقباً به اتهامات مربوط به قانون سازمان‌های تحت نفوذ و فاسد راکتی (RICO) دستگیر شد.[۹۱] رابین روزنبام، قاضی ایالات متحده، روتشتاین را رد کرد و او را به دلیل توانایی او در جعل اسناد، یک خطر پرواز در نظر گرفت.[۹۲] اگرچه ادعای محاکمه او مجرم نبود، اما روتشتاین با دولت همکاری کرد و در ۲۷ ژانویه ۲۰۱۰ ادعای خود را به پنج جنایت فدرال برگرداند.[۹۳]

#### دهه ۲۰۱۰
- در سال ۲۰۱۰، تروور کوک از مینه سوتا گناهکار شد و شروع به گذراندن حکم ۲۵ ساله زندان فدرال در ارتباط با گروه آکسفورد کرد که طبق گزارش‌ها، ۱۹۴ میلیون دلار دریافت کرد. بو بکمن هنوز اتهاماتی در ارتباط با این طرح دارد.[۹۴][۹۵][۹۶][۹۷]
- در اوایل سال ۲۰۱۰، Tzvi Erez از تورنتو، کانادا، ۷۶ طلبکار را از مجموع ۲۷ میلیون دلار کلاهبرداری کرد. او یک تجارت چاپی نامشروع به نام E Graphix ایجاد کرد و سرمایه گذاران را متقاعد کرد که به او وام‌های کلان بدهند تا سفارش‌ها چاپ تخیلی را انجام دهد. پلیس تورنتو او را به کلاهبرداری و جعل متهم کرد، اما مجرم شناخته نشد، زیرا دادگاه‌های کانادا زمان کافی برای محاکمه او را نداشتند. سال بعد، او دوباره دستگیر شد و متهم به کلاهبرداری در یک طرح سرمایه‌گذاری چاپی مشابه شد که ۹ میلیون دلار به دست آورد. او در سال ۲۰۱۸ به اتهام کلاهبرداری محکوم شد و به هشت سال محکوم شد.[۹۸][۹۹][۱۰۰][۱۰۱]
- در ۲۰ می ۲۰۱۰، SEC یک پرونده فدرال علیه ادوارد الن و دیوید ال. اولسون، دو کارگزار سابق World Financial Group / World Group Securities تشکیل داد و آنها را متهم کرد که حدود ۱۴٫۸ میلیون دلار از طریق پیشنهاد و فروش سفته جمع‌آوری کرده‌اند. یادداشت‌ها به عنوان بخشی از یک طرح غیرقانونی پانزی در ایالت‌های اوهایو و فلوریدا بین سپتامبر ۲۰۰۵ و دسامبر 2008.[۱۰۲]
- در ۱۵ ژوئن ۲۰۱۰، کمیسیون بورس و اوراق بهادار ایالات متحده علیه مت جنینگز و همکارانش اقدامی اجرایی کرد و آنها را به اجرای طرح پانزی متهم کرد که در آن بیش از ۵۳ میلیون دلار از سرمایه گذاران سرقت کردند.[۱۰۳] در ۱۲ دسامبر ۲۰۱۲، دادگاه منصوب گیرنده برای نهادهای Westmore شکایتی را علیه رابرت جنینگز[۱۰۴] برای بازگرداندن وجوه سرمایه‌گذار تنظیم کرد.[۱۰۵]
- در دسامبر ۲۰۱۱، نورمن آدی، غرفه‌دار فیلم، در دادگاه فدرال ایالات متحده به اجرای طرح پانزی در نیویورک و پنسیلوانیا اعتراف کرد.[۱۰۶]
- در دسامبر ۲۰۱۱، SEC وندل جاکوبسون و پسرش آلن، هر دو از فانتین گرین، یوتا را متهم کرد که یک طرح ۲۰۰ میلیون دلاری پانزی را اجرا می‌کردند که وعده سرمایه‌گذاری در املاک را داده بود و از عضویت جاکوبسون‌ها در کلیسای LDS برای استخدام قربانیان استفاده می‌کردند.[۱۰۷] پرونده فدرال در سال ۲۰۱۲ با انحلال شرکت جاکوبسنس MSI حل و فصل شد، اما مقامات یوتا متعاقباً در سال ۲۰۱۵ اتهامات دیگری را مطرح کردند. این پرونده از مارس ۲۰۱۹ ادامه دارد.[۱۰۸]
- در می ۲۰۱۲، جوزف بلیم لاین به دلیل اجرای دو طرح نفت و گاز پانزی به ۲۰ سال زندان فدرال محکوم شد. او یک طرح پانزی را از سال ۲۰۰۳ تا ۲۰۰۵ در میشیگان اجرا کرد و بیش از ۲۸ میلیون دلار به دست آورد. او سپس یک طرح پانزی را در تگزاس با استفاده از شرکتی به نام پروویدنت رویالتی اجرا کرد که از سال ۲۰۰۶ تا ۲۰۰۹ ادامه داشت و بیش از ۴۰۰ میلیون دلار به دست آورد.[۱۰۹]
- در ۱۷ اوت ۲۰۱۲، SEC یک پرونده فدرال علیه متهمان پل بورکز و زیک ریواردز، مستقر در کارولینای شمالی تشکیل داد. پل بورکز نهاد Zeek Rewards را اداره می‌کرد، یک فرصت سرمایه‌گذاری متقلبانه که به سرمایه گذاران وعده بازدهی تا ۱٫۵٪ در روز را با مشارکت در سود Zeekler، یک حراج پنی، می‌داد. سرمایه گذاران تشویق شدند تا اعضای جدیدی را برای افزایش بازده خود جذب کنند. سرمایه گذاران جدید باید «اشتراک» ماهانه تا ۹۹ دلار در ماه و سرمایه‌گذاری اولیه تا ۱۰۰۰۰ دلار را پرداخت می‌کردند. هر چه سرمایه‌گذاری اولیه بیشتر باشد، بازده بیشتر ظاهر می‌شود. نهاد Zeekler یک حراج آنلاین پنی بود که به عنوان جلویی برای نهاد Zeek Rewards عمل می‌کرد. به سرمایه گذاران طرح پاداش Zeek وعده داده شده بود که از طریق جذب اعضای جدید و ارائه «مناقصه» که مشتریان در حراج پنی از آنها استفاده می‌کنند، از سود حاصل از Zeekler پرداخت کنند. در حالی که وب‌سایت Zeekler درآمد کسب کرد، تنها حدود ۱٪ از آنچه سرمایه‌گذاران معتقد بودند به شرکت Zeek Rewards وارد می‌شد، بود. اکثریت قریب به اتفاق وجوه پراکنده از سرمایه گذاران تازه استخدام شده پرداخت شد. اعتقاد بر این است که طرح پانزی یک شرکت ۶۰۰ میلیون دلاری بود و تعداد سرمایه گذاران تحت تأثیر زمانی که SEC شکایت کرد، یک میلیون نفر بود. این باعث شد که Zeek Rewards بزرگ‌ترین طرح پانزی در تاریخ از نظر تعداد سرمایه گذاران تحت تأثیر باشد، حتی اگر بسیاری از طرح‌های پانزی دیگر ارزش‌های سازمانی بزرگ‌تری داشته باشند. پل بورکز ۴ میلیون دلار به SEC پرداخت و موافقت کرد که همکاری کند. هنوز مشخص نیست که چه مقدار از وجوه از دست رفته در این طرح تا اوت ۲۰۱۲ به سرمایه گذاران آسیب دیده بازگردانده می‌شود.[۱۱۰][۱۱۱][۱۱۲]
- در اوت ۲۰۱۲، ترندون تی شیورز (معروف به "Pirate" و "pirateat40")، بنیانگذار و اپراتور "Bitcoin Savings and Trust" (BTCST),[۱۱۳] یک شرکت ناموجود که در یک انجمن اینترنتی تبلیغ می‌شد، از صحنه عمومی ناپدید شد. . ریشورها با اجرای آن به عنوان یک طرح پانزی حداقل ۷۰۰۰۰۰ بیت کوین در سرمایه‌گذاری‌های BTCST جمع‌آوری کردند. این واقعیت که BTCST با استفاده از بیت‌کوین اجرا می‌شود، این را به نمونه‌ای منحصربه‌فرد از طرح پانزی تبدیل می‌کند. این به شیورز اجازه می‌دهد در ابتدا کاملاً ناشناس بماند و این امکان را برای او فراهم می‌کند که با پول سرمایه‌گذارانش ناپدید شود. اگرچه برخی آن را یک طرح هرمی می‌نامند، BTCST به‌طور کلی یک طرح پانزی در نظر گرفته می‌شود. در زمانی که او ناپدید شد، در حدود ۳۱ اوت، ۷۰۰۰۰۰ بیت کوین حدود ۴۵۰۰۰۰۰ دلار آمریکا ارزش داشت. با این حال، از آنجایی که قیمت بیت کوین از زمان وقوع آن به‌طور قابل توجهی افزایش یافته‌است، اکنون ارزش آن بیش از ۲٫۵ میلیارد دلار تخمین زده می‌شود. SEC شیورز را به تقلب در اوراق بهادار متهم کرد.[۱۱۳] شیورز به جرم خود اعتراف کرد و در ۲۱ ژوئیه ۲۰۱۶ به ۱۸ ماه زندان و ۳ سال آزادی تحت نظارت محکوم شد.[۱۱۴]
- در ۵ سپتامبر ۲۰۱۲، جناح جرائم اقتصادی پلیس تامیل نادو، M S Guru، مغز متفکر یک طرح "کشاورزی قراردادی emu" را برای کلاهبرداری مالی و فریب دادن بیش از ۱۲۰۰۰ سرمایه‌گذار دستگیر کرد. پرونده‌های تشکیل شده به تنهایی بالغ بر ۲۸ میلیون دلار است.[۱۱۵]
- در سال ۲۰۱۲، وزارت دادگستری ایالات متحده طرح AdSurfDaily Ponzi را که وعده بازدهی بزرگی را برای کلیک بر روی تبلیغات می‌داد، منهدم کرد. DOJ دارایی‌های ASD را مصادره کرد و بنیانگذار آن توماس A. Bowdoin را زندانی کرد.[۱۱۶] دیگر چهره‌های قابل توجه ASD عبارتند از Kenneth Wayne Leaming[۱۱۷] و Christian Oesch (که بعداً مدیر عامل شرکت دلتا سازنده پروتکل BX شد) که به‌طور ناموفق برای مطالبه پول از دست رفته در ASD Ponzi Scheme «مداخله» کردند.
- در ۱ اکتبر ۲۰۱۲، یک عملیات یورش مشترک در Genneva Malaysia Sdn Bhd و شرکت‌های وابسته به آن توسط پلیس سلطنتی مالزی، وزارت تجارت داخلی، تعاون و مصرف گرایی، کمیسیون شرکت‌های مالزی و بانک نگارا مالزی انجام شد. اداره امور بازرگانی سنگاپور نیز عملیات مشابهی را علیه ژنو Pte انجام داده‌است. Ltd در سنگاپور. تخمین ۱۰ میلیارد رینگیت (نزدیک به ۳۳۰ میلیون دلار) پرونده‌های ثبت شده.[۱۱۸]
- در آوریل ۲۰۱۳، اران میزراهی در اسرائیل به اتهامات متعدد کلاهبرداری و پولشویی محکوم شد و به ۱۲ سال زندان محکوم شد.[۱۱۹][۱۲۰][۱۲۱]{{{textدر طرحی که وعده و سرمایه‌گذاری ارزی از طریق بانک‌های سوئیسی را می‌داد، اما در آن خروجی‌ها از وجوه سرمایه‌گذار موجود که به میزراهی و خانواده اش نیز سرازیر می‌شد، پرداخت می‌شد.}}}[نیازمند یادکرد]
- در ژوئن ۲۰۱۳، در تونس، یک شبکه سرمایه‌گذاری متقلبانه زمانی که عادل دریدی، ارباب طرح پانزی، در پی تحقیقات دولت با بیش از ۸۰ میلیون دینار تونس که از حدود ۵۰ هزار سرمایه‌گذار که بسیاری از آنها سرقت کرده بود، تلاش کرد از کشور فرار کند، از بین رفت. ادعا کردند که دارایی‌های خود را فروختند تا از منافع توسعه یسر بهره‌مند شوند. عادل دریدی یک روز پس از کاندیداتوری دستگیر شد و اکنون تحت پیگرد قانونی قرار دارد. مدیر شرکت "Yosr Developpement Ltd" پشت پولشویی، سرمایه‌گذاری‌های غیرقانونی و کلاهبرداری‌های طرح پانزی بود.[۱۲۲]
- در ۲۶ فوریه ۲۰۱۴، گرگوری لولز، که قبلاً Farnbacher-Loles و نهادهای سرمایه‌گذاری مرتبط را اداره می‌کرد، برای یک طرح ۲۵ میلیون دلاری پانزی که منجر به خسارت چند میلیون دلاری شد. توسط قاضی فدرال الوین دبلیو تامپسون به ۲۵ سال زندان محکوم شد.[۱۲۳]
- در ژوئن ۲۰۱۴، کمیسیون بورس و اوراق بهادار آمریکا ادعا کرد که تام آبراهام و کنت گرانت، شرکت آنها KGTA Petroleum, Ltd.، کارگزاران سهام جفری گینر و جری سیکولانی، و دیگران، طرحی Ponzi مربوط به KGTA، یک شرکت نفتی را سازماندهی و/یا کمک کردند. ظاهراً با خرید و فروش مجدد نفت خام و فرآورده‌های سوخت تصفیه شده سود کسب می‌کند. گرانت و عبدالله متهم به اجرای KGTA به عنوان یک طرح پانزی شدند. طبق این شکایت، سفارش‌های خرید نفت هرگز وجود نداشت و KGTA به خریداران ادعایی خود سوخت یا روغن نفروخت. طبق طرح کلاسیک پانزی، KGTA ظاهراً از برخی از سرمایه‌های جمع‌آوری‌شده از سرمایه‌گذاران جدید برای پرداخت بازده جعلی به سرمایه‌گذاران قبلی استفاده کرده‌است. این دو مرد بین ۸ اکتبر ۲۰۱۲ تا فوریه سال جاری[۱۲۴] حداقل ۲۰٫۷۳ میلیون دلار جمع‌آوری کردند. در اکتبر ۲۰۱۶، گرانت، عبدالله، جری سیکولانی، جفری گینر، مارک جورج و کلی هود به زندان محکوم شدند.[۱۲۵]
- در مارس ۲۰۱۴، آرلان گالبرایت کانادایی به دلیل طرح پانزی مربوط به پرورش کبوتر به بیش از هفت سال زندان محکوم شد. مشخص شد که شرکت بین‌المللی کبوتر کینگ او (که در سال ۲۰۰۸ سقوط کرد) با وعده خرید مجدد کبوترها برای مقاصد مختلف، سرمایه گذاران را جذب می‌کند، اما در واقعیت بازار واقعی برای آن وجود نداشت. او نزدیک به ۴۲ میلیون دلار از کشاورزان گرفته بود.[۱۲۶]
- در سپتامبر ۲۰۱۴، کمیسیون بورس و اوراق بهادار آمریکا یک بلوک اضطراری دارایی را انجام داد و یک کلاهبرداری مدنی را به این ادعا که یک شرکت مستقر در کالیفرنیا، Nationwide Automated Systems, Inc. (NASI) یک طرح پانزی ۱۲۳ میلیون دلاری خودپرداز را اجرا می‌کرد، تشکیل داد.[۱۲۷][۱۲۸]
- در ژوئیه ۲۰۱۵، یک هیئت منصفه فدرال، ادوین فوجیناگا، جونزو سوزوکی و پل سوزوکی را به دلیل اجرای یک طرح ۱٫۵ میلیارد دلاری پانزی متهم کرد. فوجیناگا شرکتی به نام MRI International Inc. را در لاس وگاس، نوادا اداره می‌کرد. این شرکت ادعا کرد که حساب‌های دریافتنی پزشکی را با تخفیف جمع‌آوری کرده و سپس کل مبلغ را از بیمه گذاران دریافت کرده‌است. قربانیان بیشتر شهروندان ژاپنی بودند. فوجیناگا و ام آر آی پیش از این در یک دعوی مدنی ۵۸۴ میلیون دلار متهم شده بودند.[۱۲۹]
- در اکتبر ۲۰۱۵، در اسرائیل، صندوق Kela متعلق به امیر براملی، که سرمایه‌گذاری‌های با بهره ثابت را برای استراتژی کم‌ریسک «تکمیل سرمایه» ارائه می‌کرد، پس از عدم برآورده کردن خواسته‌های خروج مشتریان، در دادگاه منطقه تل‌آویو وارد روند انحلال شد.[۱۳۰] در طول رسیدگی، بیش از ۳۰۰ میلیون NIS بدهی محقق نشده، عمدتاً از سوی سرمایه گذاران، در دادگاه مطرح شد. علاوه بر این، مدیر تصفیه منصوب از سوی دادگاه گزارشی ارائه کرد که در آن ادعا می‌کرد که وجوه موجود در صندوق Kela در واقع برای «تکمیل سرمایه» استفاده نشده‌است، بلکه به گروه تجاری روبیکون منتقل شده‌است، و علاوه بر این، وجوه از روبیکون به براملی و خانواده‌اش منتقل شده‌است. براملی و اعضای خانواده اش حکم دادگاهی مبنی بر ممنوعیت واگذاری دارایی‌ها را صادر کرد.[۱۳۱] در نتیجه، صندوق Kela، گروه تجاری روبیکن و تعدادی از شرکت‌های نگهداری شده توسط دادگاه منطقه تل‌آویو در ژانویه 2016[۱۳۲] پس از اینکه دادگاه تشخیص داد که وجوه بین شرکت‌ها در هم آمیخته شده‌است و بدهی‌ها عمدتاً به سرمایه گذاران از دارایی‌ها فراتر رفتند. در ژوئن ۲۰۱۶، براملی به جرم سرقت، کلاهبرداری و پولشویی بیش از ۴۰۰ میلیون NIS[۱۳۳][۱۳۴] متهم شد، و سیوان زیبولسکی، جذب کننده سرمایه‌گذاری Kela، به عنوان بخشی از معامله ای که در آن به عنوان شاهد دادستانی خدمت خواهد کرد، در ژانویه ۲۰۱۷ مجرم شناخته و محکوم شد.[۱۳۵]
- در ژوئن ۲۰۱۳، عدالت برزیل ابتدا عملیات Telexfree برزیل را مسدود کرد[۱۳۶][۱۳۷] و در سپتامبر ۲۰۱۵، این شرکت را به دلیل اجرای طرح پانزی محکوم کرد.[۱۳۸][۱۳۹] عملیات Telexfree در ایالات متحده توسط SEC در آوریل ۲۰۱۴ تعطیل شد.[۱۴۰][۱۴۱] در اکتبر ۲۰۱۶، جیمز مریل یکی از مالکان Telexfree اقرار به گناه کرد.[۱۴۲][۱۴۳] Telexfree یک طرح چند میلیارد دلاری پانزی بود که به عنوان یک شرکت خدمات تلفن اینترنتی ظاهر شد. دادستان‌ها آن را بزرگ‌ترین کلاهبرداری در تمام دوران‌ها از نظر تعداد افراد تحت تأثیر قرار داده‌اند - بیش از ۱ میلیون نفر، با قربانیان در کشورهای مختلف.[۱۴۲]
- در ۷ اکتبر ۲۰۱۵، برتون گرینبرگ از پلنتیشن، فلوریدا، و بروس کین، اهل ایتاکا، نیویورک، CPA اما ساکن فورت لادردیل، فلوریدا، توسط اف‌بی‌آی به دلیل یک طرح ۹ ساله پانزی که بیش از ۱۰ دلار از سرمایه‌گذاران کلاهبرداری می‌کرد، دستگیر شدند. میلیون. این کلاهبرداری با نام "Global Financial Fund 8, LLP" انجام شد. در فوریه ۲۰۱۶، گرینبرگ به جرم خود اعتراف کرد و در دسامبر ۲۰۱۶، کین نیز به جرم خود اعتراف کرد و هر دو به دلیل کلاهبرداری با سیم به ۹۷ ماه (۸ سال و ۱ ماه) زندان فدرال محکوم شدند. هر دو مرد دیگری را به دلیل اینکه عامل اصلی کلاهبرداری است، مقصر دانستند. کین زندانی FCI Bennettsville است و گرینبرگ زندانی FCI Miami. توماس مک آووی قاضی دادگاه منطقه ای ایالات متحده آن را یک جنایت "بی وجدان" خواند.[۱۴۴][۱۴۵][۱۴۶][۱۴۷]
- در اواخر سال ۲۰۱۵، بورس فلزات فانیا در چین فعالیت خود را متوقف کرد. بعدها مشخص شد که این یک طرح پانزی و کلاهبرداری اختلاس است. بنیانگذار، شان جیولیانگ، به ۱۸ سال زندان محکوم شد.[۱۴۸] بیش از ۲۲۰۰۰۰ طلبکار ۴۳ میلیارد یوان (۶٫۷ میلیارد دلار) را از دست دادند.[۱۴۹]
- در ژوئیه ۲۰۱۶، SEC یک دستور منع موقت علیه Traffic Monsoon LLC و مالک آن چارلز اسکویل،  به عنوان یک شرکت تبلیغاتی، دریافت کرد و او را به اجرای طرح پانزی و چهار فقره کلاهبرداری متهم کرد.[۱۵۰]
- در اکتبر ۲۰۱۷، مقامات مایکل اسکرونیک از پاوند ریج، نیویورک را به اتهامات جنایی و مدنی متهم کردند و مدعی شدند که او فقط ۲۷۰۰۰ دلار از ۲۱٫۸ میلیون دلاری را که به سرمایه گذاران در صندوق تأمینی خود گفته بود از دست داده یا خرج کرده‌است.[۱۵۱]
- در دسامبر ۲۰۱۷، گروه شرکت‌های وودبریج (a/k/a Woodbridge Securities) به‌عنوان یک طرح ادعایی ۱٫۲ میلیارد دلاری پانزی توسط توسعه‌دهنده املاک و مستغلات رابرت اچ شاپیرو (با وکیل رابرت ال. شاپیرو اشتباه گرفته نشود) متهم شد. کمیسیون بورس و اوراق بهادار ایالات متحده (SEC). در ۴ دسامبر ۲۰۱۷، وودبریج و ۲۳۶ شرکت با مسئولیت محدود مرتبط وودبریج تشکیل شده بودند و در دادگاه فدرال اعلام ورشکستگی کردند. گروه شرکت‌های وودبریج در بحبوحه کناره‌گیری مدیر اجرایی خود و تحقیق در مورد کلاهبرداری احتمالی اوراق بهادار مرتبط با سرمایه‌گذاری یک میلیارد دلاری، اعلام ورشکستگی کرد. بخش ۱۱ بایگانی روز دوشنبه[چه زمانی؟] در دادگاه ورشکستگی ایالات متحده در ویلمینگتون،  به «هزینه‌های پیش‌بینی‌نشده مرتبط با دعوی حقوقی در حال انجام و انطباق با مقررات» اشاره کرد. SEC در حال بررسی این بود که آیا وودبریج از سرمایه گذارانی که بیش از ۱ میلیارد دلار سرمایه‌گذاری کرده بودند کلاهبرداری کرده‌است یا خیر. آژانس همچنین به دنبال اطلاعات بیشتر در مورد ۲۳۶ "شرکت مسئولیتی که Woodbridge تشکیل شده بود، بر اساس پرونده دادگاه SEC در اکتبر. در ۲۱ دسامبر ۲۰۱۷، کمیسیون بورس و اوراق بهادار ایالات متحده گفت که از توسعه دهنده املاک و مستغلات لوکس Shapiro و گروه شرکت‌های Woodbridge او شکایت کرده‌است. به اتهام اجرای طرح ۱٫۲ میلیارد دلاری پانزی که هزاران سرمایه گذار را هدف قرار داده‌است. طبق شکایت کمیسیون بورس و اوراق بهادار، شاپیرو مدل کسب و کار "شاهی" را اجرا می‌کند که گفته می‌شود بیش از ۸۴۰۰ سرمایه گذار، از جمله بسیاری از افراد مسن، را در صندوق‌های ثبت نشده وودبریج کلاهبرداری کرده‌است. طبق این گزارش، شاپیرو وعده ۵ تا را داده‌است. به گفته وی، ۱۰ درصد سود سالانه پول برای وام به صاحبان املاک تجاری با نرخ سود ۱۱ تا ۱۵ درصد استفاده می‌شود. رایان اوکوئین، وکیل شاپیرو در ایمیل خود گفت: "او هر گونه اتهام ارتکاب تخلف را رد می‌کند و مشتاقانه منتظر فرصت خود برای دفاع از خود در دادگاه است."
- در ۱۶ ژانویه ۲۰۱۸، ارزش رمزارز دیجیتال Bitconnect (BCC) پس از طی شش ساعت از ۳۳۱ دلار به ۲۱ دلار کاهش یافت و ارزش بازار آن از ۲ میلیارد دلار به ۱۳۰ میلیون دلار کاهش یافت. Bitconnect که از طریق یک "ربات معاملاتی ارزهای دیجیتال" وعده ۱٪ بازده روزانه را می‌داد، مجبور شد بسته شود. این طرح همچنین دارای یک برنامه وابسته به ویژه سودآور بود که کاربران را تشویق می‌کرد تا دیگران را به این طرح جذب کنند و در نهایت منجر به کمبود کاربران جدید و سقوط ارزش توکن‌های Bitconnect شد. نباید آن را با بیت‌کوین، که یک ارز دیجیتال قانونی و مبتنی بر عرضه محدود دائمی است، ترکیب کرد.
- در آوریل ۲۰۱۸، دیپاک جانگرا و دیپاک مالهوترا توسط جرایم سایبری دهلی به دلیل اجرای یک سری طرح‌های MLM مبتنی بر بیت کوین از سال ۲۰۱۶ مورد بازرسی و دستگیری قرار گرفتند.[۱۵۲]
- در سپتامبر ۲۰۱۸، کلود آر. «ریک» کوئربر از یوتا به دلیل اجرای یک طرح پانزی که یک تجارت سرمایه‌گذاری دارایی را ترویج می‌کرد که تقریباً ۱۰۰ میلیون دلار از سرمایه‌گذاران گرفت، مجرم شناخته شد.[۱۵۳]
- در نوامبر ۲۰۱۸، گیلن راست از یوتا متهم شد که یک طرح پانزی را که به عنوان یک استخر سرمایه‌گذاری فلزات گرانبها ظاهر شده بود، ایجاد کرده بود که رشدی ۲۵ تا ۴۰ درصدی در سال ایجاد می‌کرد و بین ۴۷ تا ۲۰۰ میلیون دلار از بیش از ۲۰۰ سرمایه‌گذار کلاهبرداری کرد.[۱۵۴]
- در اوایل سال ۲۰۱۹، در کلاهبرداری سرمایه‌گذاری کاپا، {{{textدولت فیلیپین وزارت بین‌الملل کاپا جامعه و کشیش خودخوانده آن، جوئل آپولیناریو را تعطیل کرد.}}}[نیازمند یادکرد]
- در ژانویه ۲۰۲۰، SEC یک پرونده فدرال علیه یک زوج کالیفرنیایی به نام جف و پالت کارپوف تشکیل داد و آنها را به سازماندهی یک طرح ۹۱۰ میلیون دلاری پانزی متهم کرد. این پول از ۱۷ سرمایه‌گذار بین سال‌های ۲۰۱۱ تا ۲۰۱۸ گرفته شد. این زوج از شرکت‌های تولیدکننده‌های خورشیدی خود، DC Solar Solutions Inc. و DC Solar Distribution Inc. برای متقاعد کردن سرمایه‌گذاران برای خرید ژنراتورهای خورشیدی استفاده کردند که حداقل نیمی از آنها هرگز ساخته نشدند. طبق بررسی‌ها، این زوج به سرمایه‌گذاران قول اعتبارات مالیاتی، پرداخت اجاره و سود داده‌ بودند، اما در واقع عمده درآمد اجاره از سرمایه‌گذاران جدید پرداخت می‌شود. در عوض، آنها از این پول برای خرج کردن سبک زندگی مجلل خود استفاده کردند، از جمله قرارداد حمایت مالی NASCAR Xfinity Series با Chip Ganassi Racing، که تیم سری Xfinity آنها را با شکست این طرح تعطیل کرد.[۱۵۵] این زوج به گناه خود اعتراف کردند.[۱۵۶]
- از سال 2019[نیازمند شفاف‌سازی]، یک طرح MLM با استفاده از فناوری بلاک چین آتریوم به نام میلیون پول با بیش از ۳۰۰۰۰۰ سرمایه‌گذار در حال فعالیت بود.[نیازمند منبع]
- در ۳۰ دسامبر ۲۰۱۹، کمیسیون بورس و اوراق بهادار آمریکا علیه شرکت مشاور رشد امروز دی‌بی‌ای "The Income Store" و Kenneth D. Courtright III اتهاماتی را مطرح کرد و مدعی شد که متهمان با استفاده از اظهارات نادرست به سرمایه گذاران و بالقوه، وجوهی را در یک پیشنهاد ثبت نشده جمع‌آوری کرده‌اند. سرمایه گذاران که تمام وجوه سرمایه‌گذاری شده آنها برای خرید یا ایجاد وب سایت‌های درآمدزا و همچنین برای مدیریت و تبلیغ وب سایت‌های مذکور برای پیشبرد طرح تولید درآمد غیرفعال شرکت استفاده می‌شود. با این حال، SEC ادعا کرد که بخش قابل توجهی از وجوه سرمایه‌گذاران جدید در واقع برای پرداخت بازده تضمین شده به سرمایه‌گذاران قبلی و انواع وام‌ها استفاده شده‌است یا برای هزینه‌های شخصی او به دادگاه حقوقی منتقل شده‌است. طبق اسناد دادگاه، اعتقاد بر این است که دادگاه رایت حداقل ۷۵ میلیون دلار از حدود ۵۰۰ سرمایه‌گذار بین ۱ ژانویه ۲۰۱۷ تا ۳۰ دسامبر ۲۰۱۹ جمع‌آوری کرده‌است. از این مجموع، تخمین زده می‌شود که مبلغی بیش از ۲۰ میلیون دلار به این شرکت پرداخت شده‌است. سرمایه گذاران اولیه به عنوان پرداخت‌های پانزی مانند. علاوه بر این، حداقل ۲ میلیون دلار به‌طور مستقیم به دادگاه برای استفاده شخصی منتقل شده‌است. SEC دستور مسدود کردن دارایی‌های متهمان را صادر کرده و برای جلوگیری از تخریب یا تغییر سوابق دستور منع داده‌است.[۱۵۷] شرکت مشاوران رشد امروز دی‌بی‌ای "The Income Store" متعاقباً برای حفظ دفاتر، سوابق و دارایی‌های شرکت در یک صندوق دریافت شد.[۱۵۸]

#### دهه ۲۰۲۰
- در ژوئن ۲۰۲۰، یک گزارش کمیسیون اوراق بهادار انتاریو نشان داد که QuadrigaCX، که تصور می‌شود بزرگ‌ترین صرافی ارز دیجیتال کانادا باشد، پس از ناپدید شدن میلیون‌ها دلار پس از مرگ آشکار بنیانگذار جرالد کاتن، یک طرح پانزی بود. فاش شد که کاتن چندین حساب تحت نام مستعار داشته‌است که با «موجودی ارزهای ساختگی و دارایی‌های رمزنگاری» که کمبودهای موجودی را با سپرده‌های مشتریان دیگر پوشش می‌دهد، پس از اینکه به دنبال کاهش قیمت دارایی‌های کریپتو با مشکل مواجه شده بود، استفاده می‌کرد.[۱۵۹]
- در نوامبر ۲۰۲۰، پلیس استرالیا خانه ملیسا کادیک در سیدنی را بازرسی کرد، کسی که یک طرح پانزی را اجرا می‌کرد که تصور می‌شد حدود ۳۰ میلیون دلار از سرمایه گذاران گرفته‌است. بسیاری از آنها اقوام یا دوستان نزدیک هستند. بخش اعظمی از پول در زندگی بالا تلف شده بود. کادیک چند ساعت پس از جستجو ناپدید شد.[۱۶۰] خانواده کادیک در مورد تطابق DNA او پس از شسته شدن پای تجزیه شده او در ساحل بوردا در ساحل جنوبی ایالت، درست در جنوب تاترا، در ۲۱ فوریه ۲۰۲۱ مطلع شدند[۱۶۱]
- در ۳۱ مارس ۲۰۲۱، جینا چمپیون کین به دلیل یک طرح پانزی +۳۵۰ میلیون دلاری و ممانعت از اجرای عدالت، بزرگ‌ترین طرح پانزی توسط زنان در تاریخ آمریکا، به ۱۵ سال زندان محکوم شد.[۱۶۲][۱۶۳][۱۶۴][۱۶۵]
- در می ۲۰۲۲، Terra و سکه مرتبط با آن Luna سقوط کردند و تقریباً ۴۵ میلیارد دلار از بازار ارزهای دیجیتال از بین رفتند. این سقوط منجر به از دست دادن صدها میلیارد دلار در بازار گسترده‌تر ارزهای دیجیتال شد. خالق دو کوون در ۲۳ مارس ۲۰۲۳ دستگیر شد[۱۶۶]
- در ژوئن ۲۰۲۲، شبکه سلسیوس قبل از تشکیل پرونده برای ورشکستگی فصل ۱۱ در ۱۳ ژوئیه ۲۰۲۲، همان روزی که کمیسیون تجارت فدرال تسویه حساب ۴٫۷ میلیارد دلاری را اعلام کرد که شبکه سلسیوس را از رسیدگی به دارایی‌های مصرف‌کنندگان منع می‌کند، به‌طور نامحدود تمام نقل و انتقالات را متوقف کرد.[۱۶۷] این شرکت ۸ میلیارد دلار به مشتریان وام داده بود و تا می ۲۰۲۲ تقریباً ۱۲ میلیارد دلار دارایی تحت مدیریت داشت،[۱۶۸] از ۱٫۲ میلیارد دلار وام و ۲۰۰ میلیون دلار AUM گزارش شده در سال 2019.[۱۶۹] چند روز قبل، جیسون استون، مدیر سرمایه‌گذاری سابق، از سلسیوس شکایت کرد و ادعا کرد که این شرکت یک طرح پانزی را اجرا کرده‌است.[۱۶۷] گزارش بازرس مستقل که در ۳۱ ژانویه ۲۰۲۳ به عنوان بخشی از پرونده ورشکستگی ثبت شد، گفت که یکی از افراد داخلی در Celsius جنبه‌هایی از مدل کسب‌وکار را «بسیار پانزی» توصیف کرده‌است.[۱۷۰][۱۷۱] در یک یادداشت داخلی، متخصص استقرار سکه، دین تاپن اظهار داشت: "که عنوان او در درجه سانتیگراد باید "مشاور پانزی" باشد.
- در اوت ۲۰۲۲، SEC از ۱۱ نفر به دلیل نقش آنها در ایجاد و ترویج Forsage، یک هرم رمزنگاری متقلبانه و طرح Ponzi که بیش از ۳۰۰ میلیون دلار از میلیون‌ها سرمایه‌گذار خرد در سراسر جهان جمع‌آوری کرد، اتهاماتی را دریافت کرد.
- در نوامبر ۲۰۲۲، FTX، دومین صرافی بزرگ ارزهای دیجیتال (پس از Binance)، پس از اینکه مشخص شد دارایی‌های مشتری برای سرمایه‌گذاری‌های مخاطره آمیز استفاده می‌شود، ورشکستگی فصل ۱۱ را اعلام کرد و تقریباً 8 میلیارد دلار کسری ایجاد کرد. طبق گزارش‌ها، FTX بیش از ۱۴٫۷ میلیارد دلار در حجم متوسط روزانه در سال ۲۰۲۱ مدیریت کرد[۱۷۲] مدیر عامل سابق، سام بنکمن-فرید، در حال حاضر در انتظار صدور حکم است و با بیش از ۱۰۰ سال زندان مواجه است.[۱۷۳] اگرچه FTX یک طرح پانزی به معنای سنتی نبود، زیرا احتمالاً تقلب یا اختلاس را نزدیک‌تر نشان می‌دهد.
- در اوت ۲۰۲۳، Metaverse Foreign Exchange (MTFE) یک طرح پانزی که وجوهی را جمع‌آوری می‌کرد که ادعا می‌کرد یک پلتفرم معاملاتی است که از ربات‌های هوش مصنوعی برای خودکارسازی تجارت ارزهای دیجیتال استفاده می‌کند و بیش از یک میلیارد دلار عمدتاً از سرمایه‌گذاران در آفریقا و آسیای جنوبی کلاهبرداری کرد[۱۷۴] این طرح از یک سیستمی که به کاربران برای استخدام بیشتر زیر نظر آنها پاداش می‌داد[۱۷۵] و بانک مرکزی سریلانکا هشدار داده بود که این یک طرح هرمی است.[۱۷۶] در واقع، MTFE عملاً معاملاتی انجام نداد و ربات صرفاً سود و زیان ساخت تا ظاهر یک پلتفرم قانونی را نشان دهد. زمانی که این طرح در نهایت سقوط کرد، همه حساب‌ها برای نشان دادن مانده‌های منفی جعلی برنامه‌ریزی شدند.[۱۷۷]

## سایر طرح‌های قابل توجه
دیگر طرح‌های پانزی قابل توجه (اما شامل مقادیر کمتری پول) عبارتند از:
- در سال ۱۸۸۰، سارا هاو یک «سپرده بانوان» را در بوستون افتتاح کرد که وعده سود ماهانه هشت درصد را می‌داد، اگرچه هیچ روشی برای کسب سود نداشت. این طرح منحصر به فرد به عنوان «فقط برای زنان» اعلام شد. هاو در ۱۸ اکتبر ۱۸۸۰ توسط پلیس شهر نیویورک دستگیر و به سه سال زندان محکوم شد.[۶]
- در ۲۲ مارس ۲۰۰۰، چهار نفر در ناحیه شمالی اوهایو به اتهاماتی از جمله توطئه برای ارتکاب و ارتکاب کلاهبرداری پستی و تلفنی متهم شدند. شرکتی که متهمان با آن مرتبط بودند، ظاهراً بیش از ۲۶ میلیون دلار از «سرمایه گذاران» بدون فروش هیچ محصول یا خدماتی جمع‌آوری کرده و با درآمد حاصل از پول جمع‌آوری شده از سرمایه گذاران جدیدتر، به سرمایه گذاران قدیمی تر پرداخت کرده‌است.[۱۷۸]
- در اواخر سال ۲۰۰۳، طرحی توسط بیل هیکمن پدر و پسرش بیل جونیور بسته شد. او اوراق بهادار ثبت نشده‌ای را می‌فروخت که بازدهی تا ۲۰ درصد را وعده می‌داد. بیش از ۸ میلیون دلار از ده‌ها تن از ساکنان شهرستان پوتاواتومی، اوکلاهاما، همراه با سرمایه گذارانی از دوردست کالیفرنیا کلاهبرداری شد.[۱۷۹] هیکمن پدر به هشت سال زندان دولتی و هیکمن جونیور به پنج سال زندان محکوم شدند.
- در دسامبر ۲۰۰۴، مارک دراکر به یک طرح پانزی اعتراف کرد که در آن به سرمایه گذاران گفت که از وجوه آنها برای خرید و فروش اوراق بهادار از طریق یک حساب کارگزاری استفاده خواهد کرد. او ادعا کرد که در معاملات روزانه خود سود قابل توجهی کسب می‌کند و فرصت‌هایی برای سرمایه‌گذاری در آی‌پی‌اُ‌های منتخبی دارد که احتمالاً در مدت زمان کوتاهی سود قابل توجهی را به همراه خواهند داشت و وعده بازده تضمین شده تا ۵۰ درصد در ۹۰ روز یا کمتر در کمتر از دو سال معامله، دراکر در واقع بیش از ۸۵۰۰۰۰ دلار در معاملات روزانه ضرر کرد و دسترسی خاصی به IPOها نداشت. او بیش از ۳٫۶ میلیون دلار به سرمایه گذاران پرداخت کرد در حالی که ۶٫۳ میلیون دلار دریافت کرد.[۱۸۰][۱۸۱]
- در ژوئن ۲۰۰۵، در لس آنجلس، کالیفرنیا، جان سی جفرز به ۱۴ سال زندان فدرال محکوم شد و دستور پرداخت ۲۶ میلیون دلار غرامت به بیش از ۸۰ قربانی را صادر کرد. جفرز و همکارش جان میندرهات برنامه‌ای را اجرا کردند که به گفته آن‌ها یک برنامه سرمایه‌گذاری با بازده بالا بود که آن را «معاملات مالی کوتاه‌مدت» نامیدند. این وجوه از سال ۱۹۹۶ تا ۲۰۰۰ از سرمایه گذاران سراسر جهان جمع‌آوری شد. به برخی از سرمایه گذاران گفته شد که درآمد حاصل از آن برای تأمین مالی پروژه‌های بشردوستانه در سراسر جهان، مانند مسکن ارزان قیمت برای فقرا در کشورهای در حال توسعه، استفاده خواهد شد. جفرز نامه‌هایی به برخی از قربانیان ارسال کرد که به دروغ ادعا می‌کردند که این برنامه توسط فدرال رزرو مجوز گرفته‌است و این برنامه با صندوق بین‌المللی پول و خزانه داری ایالات متحده ارتباط دارد. جفرز و میندرهات به سرمایه گذاران وعده سود تا ۴۰۰۰ درصد دادند. بیشتر پول جمع‌آوری‌شده در این طرح به جفرز می‌رفت تا به فروشندگان پورسانت بپردازد، به سرمایه‌گذاران پرداخت کند تا این طرح ادامه داشته باشد و هزینه‌های شخصی خودش را بپردازد.[۱۸۲]
- در فوریه سال ۲۰۰۶، ادموندو روبی به جرم گرفتن صدها سرمایه‌گذار با درآمد متوسط و پایین از بیش از ۲۴ میلیون دلار بین سال‌های ۱۹۹۹ و ۲۰۰۱، زمانی که پس از آگاهی از اینکه در مظان اتهام قرار دارد از ایالات متحده فرار کرد، اقرار کرد. به سرمایه‌گذاران این طرح که «شوالیه اکسپرس» نامیده می‌شود، گفته شد که وجوه آنها برای خرید و فروش مجدد اسکناس‌های فدرال رزرو استفاده می‌شود و به آنها قول سود شش درصدی ماهانه داده شد. بسیاری از کسانی که دود شدند بخشی از جامعه فیلیپینی در سن دیگو بودند.[۱۸۳]
- در ۱۰ مه ۲۰۰۶، پلیس اسپانیا ۹ نفر را که با Forum Filatelico و Afinsa Bienes Tangibles مرتبط بودند در یک طرح ظاهری Ponzi دستگیر کرد که ۲۵۰۰۰۰ سرمایه‌گذار را از سال ۱۹۹۸ تا ۲۰۰۱ تحت تأثیر قرار داد. به سرمایه گذاران وعده داده شد که بازده هنگفتی از سرمایه‌گذاری در یک صندوق تمبر دریافت کنند.[۱۸۴]
- در مه ۲۰۰۶، کمیسیون بورس و اوراق بهادار ایالات متحده، یونیورسو فونک کلاب را که توسط ساندرلی رودریگز د واسکونسلوس (معروف به سان رودریگز) طراحی و متعلق به آن بود، تعطیل کرد.[۱۸۵][۱۸۶] این در ایالات متحده ثبت شد و جامعه برزیل را هدف قرار داد. تقریباً ۱۵۰۰ نفر بیش از ۳ میلیون دلار سرمایه‌گذاری کردند.[۱۸۷][۱۸۸][۱۸۹]
- در ۱۵ سپتامبر ۲۰۱۰، نوین شاپیرو به طرح پانزی ۲۰۰۵–۲۰۰۹ در دادگاه نیوآرک، نیوجرسی اعتراف کرد. این طرح تقریباً ۸۸۰ میلیون دلار درآمد داشت. این طرح که دفتر مرکزی آن در میامی است، بر اساس یک تجارت واردات/صادرات مواد غذایی بود، اما سرمایه‌گذاری‌ها را برای جذب سرمایه‌گذاران جدید منحرف می‌کرد. از جمله اقلامی که در نتیجه درخواست وی ضبط شد، یک عمارت ۵ میلیون دلاری در میامی و یک قایق تفریحی بود. او به دلیل رابطه اش با تیم فوتبال میامی هاریکنز به «لیل لوک» معروف بود. این ادای احترام به لوتر کمپبل، تقویت کننده معروف سابق طوفان‌ها بود. در ۱۶ اوت ۲۰۱۱، در داستانی که توسط Yahoo Sports منتشر شد، شاپیرو اظهار داشت که حمایت او از این تیم شامل پول نقد، سرگرمی، روسپی‌ها و هدایا می‌شود که همگی برخلاف قوانین NCAA است. برای جزئیات بیشتر در مورد مشارکت شاپیرو با برنامه میامی، به رسوایی دو و میدانی دانشگاه میامی در سال ۲۰۱۱ مراجعه کنید.[۱۹۰][۱۹۱][۱۹۲]
- در ۲۷ ژانویه ۲۰۱۷، کمیسیون بورس و اوراق بهادار علیه جوزف ملی اتهاماتی را مطرح کرد و گفت که او بیش از ۹۷ میلیون دلار از ۱۳۸ سرمایه‌گذار کلاهبرداری کرده‌است. کمیسیون SEC ادعا کرد که این افراد با فروش مجدد بلیت‌های گران‌قیمت برای موزیکال‌های محبوب برادوی مانند همیلتون، وعده بازگشت دو رقمی را داده‌اند.[۱۹۳][۱۹۴][۱۹۵]

## بیشتر خواندن
- Frankel, Tamar (2012). The Ponzi Scheme Puzzle: A History and Analysis of Con Artists and Victims. USA: Oxford University Press. ISBN 978-0-19-992661-9.
- Zuckoff, Mitchell (2005). Ponzi's Scheme: The True Story of a Financial Legend. New York: Random House. ISBN 1-4000-6039-7.